# Abadla
Abadla è un comune (daira) algerino nella provincia (wilaya) di Béchar.
Si tratta di un villaggio agricolo, situato a circa 900 km dalla capitale Algeri e 80 km a sud del capoluogo provinciale, Béchar, nel sud-ovest desertico del paese, a breve distanza dal confine con il Marocco.
Lo uadi Guir tuttavia ne rende fertile la pianura. Poco più a monte si trova la diga di Djorf Torba, terminata nel 1969 per un progetto di irrigazione e valorizzazione agricola del territorio, mai completato. La mancanza d'acqua nelle case della città (un'ora di erogazione ogni due settimane), nonostante la vicinanza del bacino creato dalla diga, causò una rivolta nel 2002.
Tra Abadla e Béchar  si trova un ampio bacino carbonifero.
Il codice postale è 08200.